# +–=÷× (Tour Collection: Live)
+–=÷× (Tour Collection: Live) (stilizzazione di The Mathematics Tour Collection: Live) è un cofanetto discografico del cantautore britannico Ed Sheeran, pubblicato il 27 dicembre 2024 dalla Asylum Records e dalla Atlantic Records.
Il progetto è composto da due dischi: il primo è l'album dal vivo registrato durante il +–=÷× Tour, il secondo consistente nella raccolta +–=÷× (Tour Collection).

## Tracce

### CD1
1. Castle On The Hill (Live) – 4:26
2. Shivers (Live) – 4:28
3. The A Team (Live) – 4:14
4. Don't / Nina (Live) – 6:11
5. Lego House (Live) – 3:32
6. Eyes Closed (Live) – 4:12
7. Give Me Love (Live) – 6:57
8. Galway Girl (Live) – 2:37
9. Thinking Out Loud (Live) – 5:20
10. Sing (Live) – 4:59
11. Photograph (Live) – 5:13
12. Tenerife Sea (Live) – 6:10
13. Happier (Live) – 3:48
14. Perfect (Live) – 3:59
15. Bloodstream (Live) – 6:30
16. You Need Me, I Don't Need You (Live) – 8:03
17. Shape Of You (Live) – 4:46
18. Bad Habits (Live) – 4:47

Durata totale: 90:12
Tracce esclusive dell'edizione digitale
1. Tides (Live) – 3:20
2. Blow (Live) – 3:22
3. Dive (Live) – 4:20
4. I See Fire (Live) – 8:03
5. Collaborations Medley (Live) – 6:41
6. Lay It All On Me (Live) – 3:53
7. Overpass Graffiti (Live) – 4:16

Traccia esclusiva dell'edizione digitale e in musicassetta
1. Afterglow (Live) – 4:38

### CD2
1. The A Team – 4:18 (Ed Sheeran)
2. You Need Me, I Don't Need You – 3:40 (Ed Sheeran)
3. Lego House – 3:05 (Jake Gosling, Chris Leonard)
4. Give Me Love – 5:23 (Jake Gosling, Chris Leonard)
5. Sing – 3:55 (Ed Sheeran, Pharrell Williams)
6. Don't – 3:39 (Ed Sheeran, Benjamin Levin)
7. Thinking Out Live – 4:41 (Ed Sheeran, Amy Wadge)
8. Bloodstream – 5:00 (Ed Sheeran, Gary Lightbody, Johnny McDaid, Rudimental)
9. Photograph – 4:18 (Ed Sheeran, Johnny McDaid)
10. Tenerife Sea – 4:01 (Ed Sheeran, Foy Vance, Johnny McDaid)
11. I See Fire – 4:59 (Ed Sheeran)
12. Lay It All on Me (Rudimental feat. Ed Sheeran) – 4:02 (Amir Amor, Kesi Dryden, Piers Aggett, Leon Rolle, James Newman, John Harris, Ed Sheeran)
13. Castle On The Hill – 4:21 (Ed Sheeran, Benjamin Levin)
14. Shape Of You – 3:53 (Ed Sheeran, Johnny McDaid, Steve Mac)
15. Galway Girl – 2:48 (Ed Sheeran, Foy Vance, Johnny McDaid, Amy Wadge, Eamon Murray, Niamh Dunne, Liam Bradley, Damian McKee, Sean Graham)
16. Perfect – 4:23 (Ed Sheeran)
17. Happier – 3:27 (Ed Sheeran, Benjamin Levin, Ryan Tedder)
18. Dive – 3:58 (Ed Sheeran, Benjamin Levin, Julia Michaels)
19. I Don't Care (feat. Justin Bieber) – 3:39 (Ed Sheeran, Fred Gibson, Max Martin, Shellback, Justin Bieber, Jason "Poo Bear" Boyd)
20. Beautiful People (feat. Khalid) – 3:17 (Ed Sheeran, Fred Gibson, Max Martin, Shellback, Khalid Robinson)
21. Afterglow – 3:05 (Ed Sheeran, David Hodges, Fred Gibson)
22. Bad Habits – 3:50 (Ed Sheeran, Fred Gibson, Johnny McDaid)
23. Shivers – 3:27 (Ed Sheeran, Johnny McDaid, Steve Mac, Kal Lavelle)
24. Eyes Closed – 3:14 (Ed Sheeran, Max Martin, Shellback, Fred Gibson)

Durata totale: 94:23